# Kate Bracken
Kate Bracken (12 de junio de 1990) es una actriz escocesa conocida por haber interpretado a Alex Millar en la serie The Royal Today

## Carrera
Su primer rol en la televisión fue para Inspector George Gently.
En el 2012 se unió a la serie Being Human donde interpretó a la fantasma Alex Millar hasta el 2013.
En 2016 consigue roles en dos películas, Moon Dogs como Suzy y en Hot Property como Laurie Mills.
En el 2016 apareció en la miniserie One of Us donde interpretó a Grace Douglas, la hija de Moira Douglas (Julie Graham) y Bill Douglas (John Lynch).

## Filmografía

### Películas
| Año  | Título                 | Personaje    | Notas |
| ---- | ---------------------- | ------------ | ----- |
| 2014 | How Do I Get Up There? | Mia          |       |
| 2016 | Moon Dogs              | Suzy         |       |
| 2016 | Hot Property           | Laurie Mills |       |
| 2018 | Calibre                | Iona         |       |

### Televisión
| Año       | Título                  | Personaje                    | Notas                            |
| --------- | ----------------------- | ---------------------------- | -------------------------------- |
| 2011      | Inspector George Gently | Hazel Holdaway               | Episodio: "Gently Upside Down"   |
| 2012      | New Tricks              | Mia Adler                    | Episodio: "Blue Flower"          |
| 2012–2013 | Being Human             | Alex Millar                  | Serie de televisión, 9 episodios |
| 2013      | Misfits                 | Karen                        | Serie de televisión, 3 episodios |
| 2013      | Rubenesque              | Shirelle                     | Película para televisión         |
| 2014      | DCI Banks               | Alice Craig                  | Episodio: "Bad Boy: Parts 1 & 2" |
| 2014      | Holby City              | Mia                          | Episodio: "Affair of the Mind"   |
| 2015      | Doctors                 | Lara Parker                  | Episodio: "Bad Samaritan"        |
| 2016      | Reg                     | L/Corporal Joanne Richardson | Película para televisión         |
| 2016      | One of Us               | Grace Douglas                | Serie de televisión, 4 episodios |